# Bernhard Sieber
Bernhard Sieber (* 6. August 1990 in Wien) war ein österreichischer Leichtgewichts-Ruderer. Zusammen mit seinem jüngeren Bruder Paul Sieber (* 1993) war er 2013 Universiadesieger im Leichtgewichts-Doppelzweier.

## Werdegang
Bernhard Sieber begann 2003 mit dem Rudersport. 2007 nahm er im Doppelvierer an den Junioren-Weltmeisterschaften teil und belegte den 13. Platz. 2008 belegte er den elften Platz im Einer. 2009 nahm Sieber mit dem Leichtgewichts-Achter an den Weltmeisterschaften in der Erwachsenenklasse teil und belegte den 8. Platz. Im gleichen Jahr wurde er Siebter im Leichtgewichts-Vierer ohne Steuermann bei den Europameisterschaften. 2011 belegte er zusammen mit Alexander Chernikov den vierten Platz im Leichtgewichts-Doppelzweier bei den U23-Weltmeisterschaften. 
Seit 2012 bildet Bernhard Sieber einen Leichtgewichts-Doppelzweier mit seinem Bruder. 2012 ruderten die beiden in der Qualifikationsregatta für die Olympischen Spiele und belegten den fünften Platz; nur die ersten beiden Boote durften auch in London starten. Bei den U23-Weltmeisterschaften 2012 im litauischen Trakai gewannen die Brüder den Titel. Auch bei den nach den Olympischen Spielen ausgetragenen Europameisterschaften 2012 erreichten Paul und Bernhard Sieber das Finale und kamen als Vierte ins Ziel. 2012 und 2013 waren die Brüder Sieber österreichische Staatsmeister im Doppelzweier. 2013 belegten die beiden den fünften Platz bei den Europameisterschaften. Im Juli siegten die beiden bei der Universiade in Kasan. Bei den Weltmeisterschaften zum Saisonende erreichten sie den neunten Platz. 
2014 belegten Paul und Bernhard Sieber den zwölften Platz sowohl bei den Europameisterschaften als auch bei den Weltmeisterschaften. Im Jahr darauf folgten der elfte Platz bei den Europameisterschaften und der neunte Platz bei den Weltmeisterschaften, wobei die Weltmeisterschaftsplatzierung die direkte Olympiaqualifikation für 2016 bedeutete. Nachdem sie sich durch die Hoffnungsrunde für das Semifinale qualifizierten, scheiterten sie dort am Einzug ins Finale.
Im Juni 2020 gab Sieber sein Karriereende bekannt.

### Privates
Seit 2013 war er mit der Snowboarderin Julia Dujmovits (* 1987) liiert, die beiden verlobten sich im April 2015 und gaben im Jänner 2018 ihre Trennung bekannt.